# Towerborne
Towerborne é um jogo de ação e aventura de rolagem lateral desenvolvido pela Stoic e publicado pelo Xbox Game Studios. Foi lançado em 2024 para Microsoft Windows e 2025 para Xbox Series X/S.

## Jogabilidade
Towerborne é um jogo de ação e aventura com rolagem lateral inspirado em beat ‘em ups. O jogo se passa na Cidade dos Números, um mundo de fantasia pós-apocalíptico dominado por monstros. Os heróis de Towerborne são conhecidos como Ases, que devem partir para recuperar territórios perdidos. Os ases podem ser personalizados no Belfry, o mundo central do jogo. Os jogadores podem escolher entre vários tipos de armas, incluindo War Clubs, Gauntlets, Dual Daggers e Swords and Shields, embora os jogadores não estejam presos a nenhum estilo de jogo. O jogo apresenta um mapa do mundo baseado em hexadecimal. À medida que os jogadores exploram o mundo do jogo, eles abrirão mais hexágonos e, portanto, desbloquearão novas oportunidades de missão e encontrarão novos tipos de inimigos. O jogo suporta multijogador cooperativo local e online para quatro jogadores.

## Desenvolvimento
Towerborne foi desenvolvido pela Stoic e publicado pela Xbox Game Studios. O jogo foi desenvolvido utilizando Unreal Engine, e o estilo artístico do jogo foi inspirado em filmes de animação. Inicialmente, o jogo foi projetado para ser um jogo 2D como a série The Banner Saga, embora posteriormente tenha sido expandido para incluir mais eixos de movimento. O tom do jogo é mais edificante quando comparado com The Banner Saga. Embora o jogo se passe em um mundo pós-apocalíptico, a torre de Campanário foi descrita pela equipe como "um farol de esperança e segurança entre as ruínas da humanidade e da Cidade dos Números".
Com o codinome Project Belfry, o jogo vazou pela primeira vez em outubro de 2021. O jogo foi anunciado oficialmente em 11 de junho de 2023, durante o Xbox Games Showcase. Towerborne foi concebido por Stoic como um jogo de serviço ao vivo, com o estúdio planejando introduzir novo conteúdo ao jogo após seu lançamento oficial. O jogo foi lançado em 2024 para Microsoft Windows, e em 2025 foi lançado para Xbox One e Xbox Series X/S.

## Ligações Externas
- Sítio oficial